# Sykeston (Dakota Północna)
Sykeston – miasto w Stanach Zjednoczonych, w stanie Dakota Północna, w hrabstwie Wells.